# Mowad
Mowad, est une ville et un conseil municipal du district de Nagpur dans l'État indien du Maharashtra. Lors du recensement de l'Inde de 2011, sa population s'élève à 8 777 habitants.